# Deportivo Coreano Lobos
Club Deportivo Coreano – argentyński klub piłkarski z siedzibą w Lobos leżącym w prowincji Buenos Aires.

## Osiągnięcia
- Awans do Torneo Argentino B: 2005/06

## Historia
Klub założony został 11 marca 2005 roku i gra w sezonie 2006/07 w czwartej lidze argentyńskiej Torneo Argentino B jako beniaminek.

### Piłkarze
- Leonardo Celiz